# 다이고역 (아키타현)
다이고역(일본어: 醍醐駅)은 일본 아키타현 요코테시에 위치한 동일본 여객철도 오우 본선의 철도역이다. 단선 승강장 1면 1선의 구조를 갖춘 지상역이다.

## 역 주변
- 국도 제13호선

## 역사
- 1951년 11월 15일 : 일본국유철도의 역으로서 히라카 군 다이고 촌에 개업.
- 1970년 10월 1일 : 무인화.
- 1987년 4월 1일 : 일본국유철도 분할 민영화에 의해, 동일본 여객철도가 승계.

## 인접 역
| 동일본 여객철도 오우 본선 | 동일본 여객철도 오우 본선 | 동일본 여객철도 오우 본선 |
| ------------------------- | ------------------------- | ------------------------- |
| 주몬지 신조 방면          | ■ 오우 본선               | 야나기타 아키타 방면      |